# Liste der Gemeindeverbände im Département Alpes-de-Haute-Provence
Das Département Alpes-de-Haute-Provence liegt in der Region Provence-Alpes-Côte d’Azur in Frankreich. Es untergliedert sich in zwölf Gemeindeverbände.
Siehe auch: Liste der Gemeinden im Département Alpes-de-Haute-Provence

## Gemeindeverbände

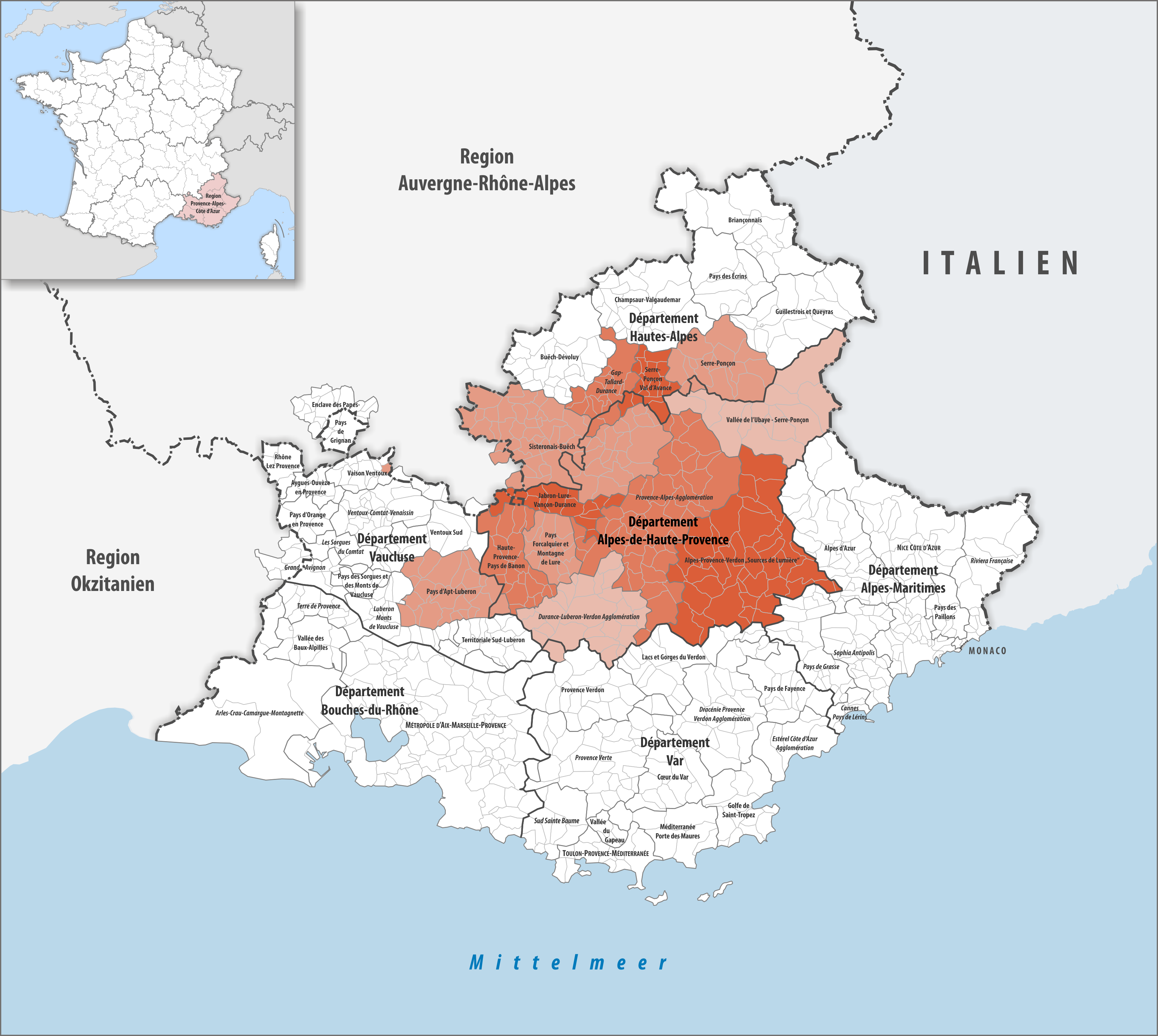
Gemeindeverbände im Département Alpes-de-Haute-Provence

| Gemeindeverband                      | Gemeinden im Départ./Verband | Einwohner 1. Januar 2022 | Fläche km² | Dichte Einw./km² | SIREN- Nummer | Rechtsform                 | Gründungsdatum    |
| ------------------------------------ | ---------------------------- | ------------------------ | ---------- | ---------------- | ------------- | -------------------------- | ----------------- |
| Alpes Provence Verdon                | 41/41                        | 11.417                   | 1.718,06   | 7                | 200 068 625   | Communauté de communes     | 24. November 2016 |
| Durance-Luberon-Verdon Agglomération | 24/25                        | 63.654                   | 838,48     | 76               | 200 034 700   | Communauté d’agglomération | 16. November 2012 |
| Gap-Tallard-Durance                  | 2/17                         | 50.743                   | 351,41     | 144              | 200 067 825   | Communauté d’agglomération | 26. Oktober 2016  |
| Haute-Provence Pays de Banon         | 21/21                        | 10.059                   | 479,25     | 21               | 200 071 025   | Communauté de communes     | 30. November 2016 |
| Jabron-Lure-Vançon-Durance           | 13/14                        | 5.393                    | 305,40     | 18               | 200 071 033   | Communauté de communes     | 13. Dezember 2016 |
| Pays d’Apt-Luberon                   | 1/25                         | 28.347                   | 635,65     | 45               | 200 040 624   | Communauté de communes     | 1. Januar 2014    |
| Pays Forcalquier et Montagne de Lure | 13/13                        | 9.996                    | 309,43     | 32               | 240 400 440   | Communauté de communes     | 11. Januar 2002   |
| Provence-Alpes-Agglomération         | 46/46                        | 48.726                   | 1.574,02   | 31               | 200 067 437   | Communauté d’agglomération | 21. Oktober 2016  |
| Serre-Ponçon                         | 1/17                         | 16.945                   | 608,82     | 28               | 200 067 742   | Communauté de communes     | 2. November 2016  |
| Serre-Ponçon Val d’Avance            | 2/16                         | 7.859                    | 244,55     | 32               | 200 067 320   | Communauté de communes     | 28. Oktober 2016  |
| Sisteronais-Buëch                    | 21/60                        | 25.482                   | 1.488,27   | 17               | 200 068 765   | Communauté de communes     | 14. November 2016 |
| Vallée de l’Ubaye Serre-Ponçon       | 13/13                        | 7.620                    | 1.013,62   | 8                | 200 072 304   | Communauté de communes     | 16. Dezember 2016 |